# مايك وليامز (لاعب كرة قدم بريطاني)
مايك وليامز (بالإنجليزية: Mike Williams)‏ (21 نوفمبر 1969 في المملكة المتحدة - ) هو لاعب كرة قدم بريطاني في مركز الهجوم. لعب مع أكسفورد يونايتد وشيفيلد وينزداي ونادي بيتربورو يونايتد ونادي بيرنلي وهدرسفيلد تاون ونادي هاليفاكس تاون ووركشوب تاون ‏ وMaltby Main F.C. ‏.

## وصلات خارجية
- مايك وليامز على موقع قاعدة بيانات كرة القدم.إي يو (الإنجليزية)
- مايك وليامز على موقع Soccerbase.com (لاعب) (الإنجليزية)
- مايك وليامز على موقع عالم كرة القدم.نت (الإنجليزية)